# SlotMusic

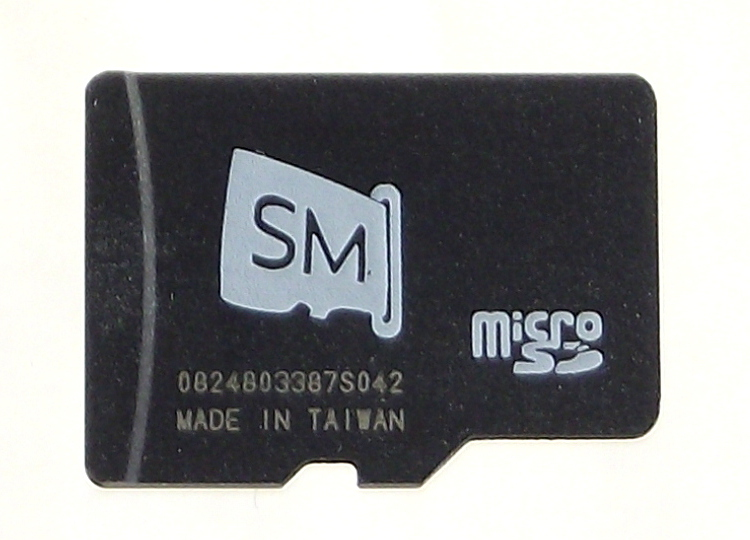
SlotMusic microSD-Karte

Als SlotMusic werden Speicherkarten bezeichnet, die bereits beim Kauf digital gespeicherte Musik enthalten. Als Speicherkarten kommen Micro-SD-Karten zur Anwendung. Entwickelt wurde SlotMusic, das von den vier führenden Musikkonzernen EMI, Sony Music, Universal Music und Warner Music Group unterstützt wird, vom kalifornischen Speicherkartenhersteller SanDisk.
Die Speicherkarten werden ohne Kopierschutz vertrieben, so dass sich die im MP3-Format gespeicherte Musik auch auf Mobiltelefone, Computer und MP3-Player kopieren lässt.
SlotMusic war zunächst in den USA erhältlich.